# 알프헤임

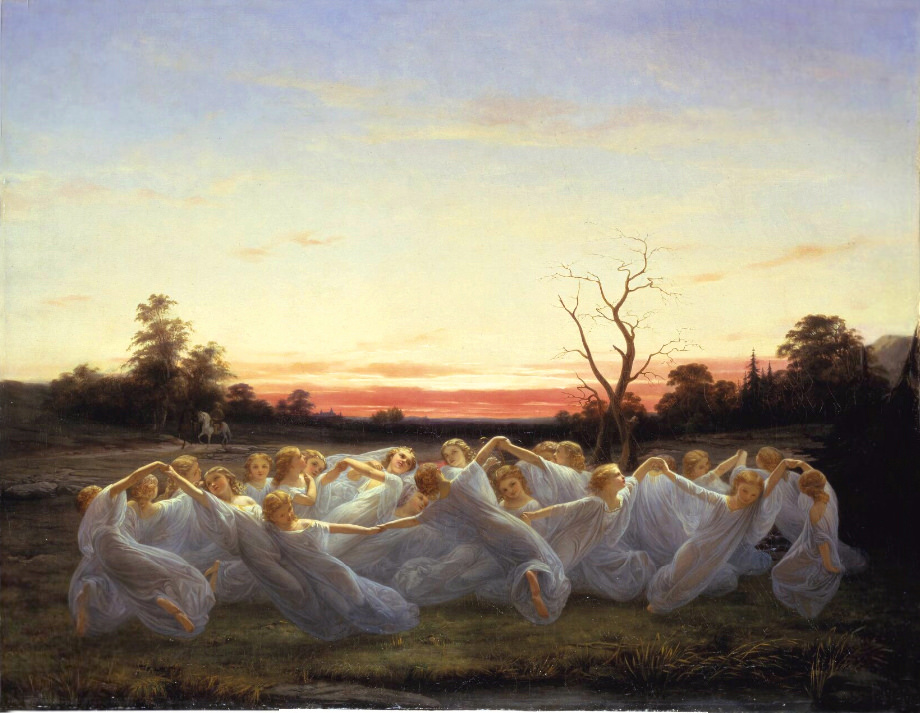
Meadow Elves. 1850년 그림.

알프헤임(고대 노르드어: Ālfheimr) 또는 료스알프헤임(고대 노르드어: Ljósálfheimr)은 노르드 신화의 장소이다. 문헌상에 딱 두 번 등장한다. 〈그림니르가 말하기를〉에 보면 프레이가 어렸을 때 알프헤임을 선물로 받았다고 한다. 또 〈길피의 속임수〉에 보면 알프헤임은 천상에 있으며 료스알프(빛의 엘프)들이 산다고 한다. 한편 도크알프(다크 엘프)들은 땅 속에 산다고 한다. 료스알프들은 태양보다도 더 밝지만 도크알프들은 역청보다도 더 어둡다고 한다.

## 같이 보기
- 요정향
- 스바르트알파헤임
- 스바르트알프